# I'm Coming Out
"I'm Coming Out" (Português: Estou saindo [do armário] ou Estou me revelando) é uma canção originalmente gravada por Diana Ross e lançada por ela como um compacto simples no ano de 1980. A canção foi composta e produzida por Bernard Edwards e Nile Rodgers, membros da banda Chic, para o álbum Diana.

## Inspiração para a letra
Nile Rodgers, co-escritor e co-produtor da canção, disse que se inspirou para escreveu a canção após ter ido à uma discoteca da California e lá ver inúmeras drag queens fantasiados de Diana Ross. Ross, nessa época, já se auto-denominava uma ícone da comunidade gay.

## Successo comercial
Quando a canção foi lançada como um compacto simples no outono de 1980, fãs de Ross e membros das comunidades gay, lésbica, bissexual e transexual abraçaram-na como um "hino gay".
A canção se tornou um dos maiores sucessos comerciais da carreira de Ross, atingindo a posição de número cinco na lista dos 100 singles mais vendidos da Revista Billboard e sendo certificada com o disco de ouro pela RIAA.
Quando a canção foi lançada Ross revelou que estava abandonando a Motown Records após vinte anos de ter entrado para a gravadora. Mais tarde, Ross assinou um contrato de 20 milhões de dólares com a RCA Records.
Ross, de vez em quando, inicia seus shows cantando "I'm Coming Out".

## Posição nas listas de mais vendidos
| Lista (1980)                                                  | Maior posição atingida |
| ------------------------------------------------------------- | ---------------------- |
| Billboard Hot 100 (EUA)                                       | 5                      |
| Billboard Singles de R&B (EUA)                                | 6                      |
| Billboard Singles de Dance music mais tocados em boates (EUA) | 1                      |
| Reino Unido                                                   | 13                     |

## Samples e covers
Vários samples da canção foram utilizados ao longo dos anos, o mais famoso deles gravado por Puff Daddy, que colocou-o em "Mo Money Mo Problems", um single de 1997 de Notorious B.I.G..
Em 2003, a cantora de R&B Amerie fez um cover da canção para a trilha-sonora da comédia romântica de Jennifer Lopez e Ralph Fiennes intitulada Maid in Manhattan (Um Encontro de Amor). A versão de Amerie foi lançada como um single no Reino Unido e na Austrália somente. A versão original da canção também pode ser encontrada no álbum da trilha-sonora do filme.